# Ammonios d'Alexandrie (philsophe)
Pour les articles homonymes, voir Ammonios et Ammonius d'Alexandrie.
Ammonios d'Alexandrie est un mystique et théologien chrétien, vivant vers 220 à Alexandrie.

## Œuvres
- Diatessarion, différent du Diatessaron de Tatien le Syrien[1].
- Harmonie de Moïse et Jésus
- Canon de concordances. Ammonius d’Alexandrie invente un procédé qui consiste à reproduire intégralement les quatre textes dans quatre colonnes, en établissant des correspondances entre eux.